# 齋藤美波
齋藤 美波（さいとう みなみ、1988年10月28日 - ）は、日本の女性ファッションモデル。神奈川県横浜市出身。身長164センチメートル、スリーサイズ82-57-84。所属事務所はB-STYLE PRODUCTION。
主にファッション雑誌『Fine』への登場から著名。ムラサキスポーツの店頭に立ち販売員を務めていたこともある。

## 来歴
神奈川県横浜市の鶴見区に出生。
18歳の時にFineモデルオーディションにてグランプリを獲得。以来、『Fine』の専属モデルとして活動した。

## 出演

### 雑誌
- 2008年〜2012年 日之出出版『Fine』 専属

### TV
- 2009年 名古屋テレビ「BOMBER Eファッションコレクション」
- 2012年 テレビ東京「TOKYO Brandnew GIRLS」

### WEB
- 2012年 「PEAK&PINE」モデル
- 2012年 「モバコレ」モデル
- 2012年 「bbroom」モデル

### カタログ
- 2010年〜 「INSP」
- 2010年〜 「JACK FROST 13」
- 2011年〜 「白瀧呉服店」

### イベント
- 2011年 「INSP 2011 Spring Summer Exhibition」ゲスト
- 2011年 「Fine×ムラサキスポーツ　SUMMER WEAR COLLECTION　in ららぽーと」
- 2012年 「Color-i J-ROCK FESTIVAL 2012」ゲストモデル